# 李承燁 (野球)
李 承燁（イ・スンヨプ、韓: 이승엽、1976年8月18日 - ）は、大韓民国・大邱広域市出身の元プロ野球選手（内野手）、野球指導者。左投左打。
2000年シドニーオリンピック 野球 銅メダリスト。2008年北京オリンピック 野球 金メダリスト。

## 概要
韓国プロ野球のサムスン・ライオンズで活躍し、2004年から2011年にかけて日本の千葉ロッテマリーンズ・読売ジャイアンツ・オリックス・バファローズの3球団でもプレーした。「国民的打者」の愛称で知られる韓国球界を代表する選手であり、国際大会でも約10年間に渡り韓国代表の主軸打者として活躍、韓国野球を世界屈指の強豪に押し上げた。韓国プロ野球で放った通算467本塁打は歴代2位、背番号「36」はサムスンの永久欠番である。
愛称は韓国では「アジアの大砲」「球帝」「ライオン・キング（人物の項参照）」「56発男」「解決者」、日本プロ野球移籍以降は「スンちゃん」「スン様（ペ・ヨンジュンになぞらえて）」。

## 経歴

### 第一次サムスン時代
韓国・大邱広域市出身、1995年に慶北高等学校卒業後、サムスン・ライオンズに投手として入団したが、高校時代に傷めた左肘が完治せず、白仁天の勧めで打者に転向し、王貞治を真似た一本足打法にフォームを改造。
1997年に初の本塁打王、1999年にシーズン54本塁打の韓国記録をマークし、日韓プロ野球スーパーゲームにも出場。また、シドニーオリンピック予選を兼ねたアジア野球選手権にも出場し、日本戦で本塁打を放った。この年から「ライオンキング」や「国民的打者」の愛称が定着し始めた。
2000年にはシドニーオリンピック野球韓国代表として出場。3位決定戦の対日本戦で松坂大輔から決勝タイムリーを放ち、五輪での韓国代表初のメダル獲得に貢献した。なお、予選リーグの日本戦では松坂から本塁打を記録している。2001年オフには海外進出のFA権を取得し、NPBの阪神タイガースや大阪近鉄バファローズなどが李に関心を寄せていると報じられていた。
2003年6月22日の対SKワイバーンズ（大邱市民運動場野球場）戦において、8回裏に金圓衡から通算300号本塁打を放つ。26歳での到達は、NPBの王貞治やMLBのアレックス・ロドリゲスの27歳を抜く世界最年少記録とされる。なお、この試合では同点で迎えた9回裏二死満塁の場面に打席が回り、自身初となるサヨナラ満塁本塁打を放っている。序盤から本塁打を量産し続け、55本目の本塁打は「2億ウォンの価値がある」とされた他、「（ファンが55号を虫取り網で取ったことから）本拠地の大邱市民運動場野球場では虫取り網が飛ぶように売れる」「李が敬遠されるとグラウンドにゴミが投げ入れられる」など熱狂が拡がった。しかし、55号を放ってから最終戦になるまで本塁打が出ず、李も「（56本は）難しいかもしれない」と弱音を吐いていたが、最終戦に56号本塁打を放った。このボールは満員のスタンドに入らず、当時設置されていたラッキーゾーンに落ち、そこで記念イベントの準備をしていた関係者に拾われて球団に寄贈された。アテネオリンピック野球予選を兼ねたアジア選手権大会では来日して日本戦で4打数1安打を記録している。しかし、韓国代表は台湾に敗れて予選敗退に終わっている。

#### MLB移籍断念と来日
2003年オフにFA権を行使。以前からメジャーリーグ志向を明らかにしていたため、韓国のマスコミやファンの間ではメジャーに移籍することは前提となっており、どこに入団するかが語られていたほどで、本人も「希望はDHのあるア・リーグ」「松井秀喜を2年以内にあらゆる面で超えてみせる」と語った。しかし、届いたオファーはシアトル・マリナーズ、ロサンゼルス・ドジャースからのマイナー契約のみで、メジャー契約を提示する球団は現れなかった。これは韓国球界そのものへの評価の低さや、56本塁打を放ったものの、李の所属していたサムスンの本拠地である大邱市民運動場野球場は韓国でも指折りの狭さの上にラッキーゾーンも存在していたことなどから、個人記録に対する認識、メジャーリーグが外部に求める人材（一塁しか守れないため、起用法が限定される選手をリスクを犯してまで獲得しない）も影響していたとされている。
李は「最悪の場合、日本で1年間プレーすることも考えている」とメジャー球団からのオファーがない場合でもメジャーを目指すため、韓国を離れて日本に移籍することも示唆。結局、メジャー移籍を断念し、日本の千葉ロッテマリーンズと12月10日に2年契約を結んだ。背番号はサムスン時代と同じ36。李はロッテの入団会見で日本球界を選んだことについて「2年間在籍すれば無条件でメジャーリーグ行きをバックアップするという条件に心が惹かれた」と語った。

### 千葉ロッテマリーンズ時代
2004年
復帰間もないボビー・バレンタイン監督のもと、開幕を4番で迎える。開幕戦の対西武ライオンズ戦（西武ドーム）で、松坂から初打席初安打初打点を記録、4月4日の福岡ダイエーホークス戦では新垣渚から来日初本塁打を千葉マリンスタジアムのライト後方の場外まで飛ばすなど好調だったものの、次第に縦の落ちる変化球に対応できない弱点を突かれるようになる。インコース高めで身体を起こされ、次の球が外への変化球で空振りするというパターンが確立され、日本野球への適応に苦戦、開幕から僅か1か月で韓国では経験したことの無い二軍落ちとなり、調整を余儀なくされた。再昇格後の9月21日の西武戦（西武ドーム）ではベニー・アグバヤニ、マット・フランコと共に張誌家から史上初となる外国人だけでの3者連続本塁打を放った。結局、シーズンは来日前に目標としていた「打率.290、30本塁打、100打点」には遠く届かず、出場試合数も100、規定打席も満たせない、打率.240・14本塁打・50打点と期待外れに終わった。
2005年
オープン戦において打率.050の大不振に陥り、ヴァル・パスクチに外国人枠を奪われる格好で開幕を2軍で迎えた。しかし、昇格と同時にロッテの下位打線に定着し、このシーズンは117試合出場、打率.260・30本塁打・82打点とプレーオフ進出に貢献。プレーオフは7試合で16打数3安打と鳴りを潜めたが、阪神タイガースとの日本シリーズでは、第1戦で井川慶から本塁打を放った。第2戦でも本塁打を放ち、第3戦ではスタメンを外れたものの、第4戦は先制本塁打を放つなどシリーズ計3本塁打を放って日本一に貢献し、優秀選手賞を受賞した（MVPは今江敏晃）。続くアジアシリーズでは古巣・サムスンとの対決となり、第1戦では5番、決勝戦では3番と主軸を任されたものの、2試合で無安打に終わった。「シーズンを通じて調子の波が大きい」「左投手に弱い」との理由で、相手先発が左投手のときはスタメンを外されるなど、ロッテ時代は最後まで固定されたレギュラーを任せられなかった。ボビー・バレンタインがプラトーン・システムを採用する監督だったためでもある（マリンガン打線も参照）。守備位置も、李は本来一塁手であったが、一塁には同じく左投げの福浦和也がいたため、DHや韓国では一度も経験のなかった左翼手でも出場するなど守備機会は安定しなかった。ロッテ残留との報道も出ていたが、ロッテでの起用法に不満を持っていたため、自由契約となる。

### 読売ジャイアンツ時代

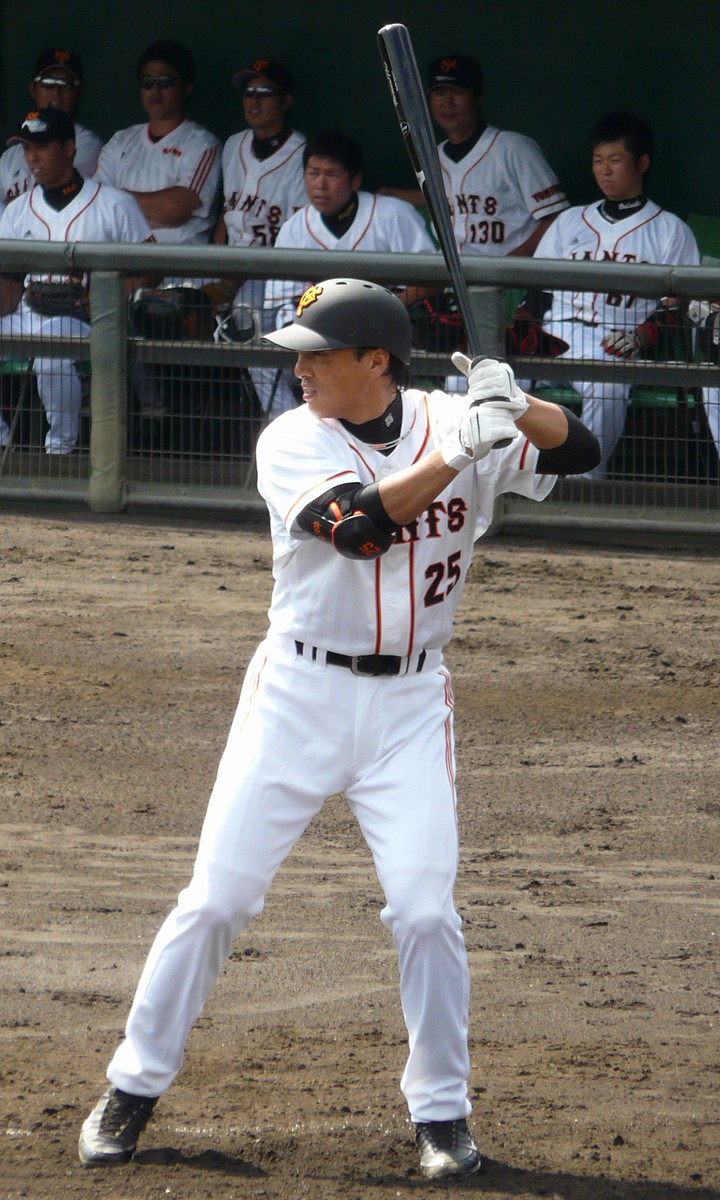
読売ジャイアンツ時代

2006年
その後メジャーへの移籍を模索していたが、1月19日に読売ジャイアンツへの入団が発表された。1年契約を結び、背番号は33。
第1回WBC韓国代表に選出され、一次リーグの日本戦では石井弘寿から逆転2点本塁打、二次リーグのメキシコ戦、アメリカ戦でも先制本塁打を放つなど、4試合連発を含む大会最多の5本塁打・10打点を記録する大活躍で韓国代表を4強に導き、記者投票による優秀選手（ベストナイン）に一塁手として選出された。
レギュラーシーズンでは上記のWBCでの活躍などもありこの年から巨人の監督に復帰した原辰徳は李を開幕から4番打者として起用。その開幕戦（東京ドーム、対横浜ベイスターズ戦）で加藤武治から巨人移籍後初本塁打を放った。6月11日の古巣ロッテ戦（千葉マリン）では渡辺俊介から勝ち越し2点本塁打を放ったが、走者の小関竜也が三塁を空過し、既に2アウトだった為得点は認められず、この打席の記録は単打として記録された。8月1日には日韓通算400本塁打を達成、故障者続出の中でフル出場を続け、143試合に出場し、打率.323・本塁打41・打点108と来日以降最高の成績をマークした。前年まで苦しんでいた左投手に対してもこの年は打率.338をマークするなど、完全克服を印象付ける。好成績を残したがこのシーズンの本塁打王・打点王はタイロン・ウッズが獲得している（47本塁打・144打点）。
シーズン終了後に再びメジャー移籍を目指すと思われたが終盤に膝を痛め、オフシーズンに内視鏡手術を受け、オフをリハビリに費やした。巨人の熱心な説得もあり、2007年から年俸6億円の4年契約を結んだ。
2007年
この年から背番号を25に変更する。前年に手術した左膝のほかに左肩や左手親指にも炎症を起こすなど故障が多く、2軍降格や7番打者での出場も経験するなど打率.274・本塁打30・打点74と前年より成績を落としたが巨人のリーグ優勝に貢献した。7月には日本通算100本塁打を達成したことを記念して、起亜自動車からニューオピラスが贈呈された。クライマックスシリーズ第2ステージでは、3試合で3安打を放つも0打点だった。
2008年
手術明けであったにもかかわらず、宮崎春季キャンプを2月半ばで早々に切り上げ、3月からの2008年北京オリンピックの野球競技・世界最終予選に韓国代表として出場し、打率.478・本塁打2・打点12という活躍で韓国代表を2大会ぶりの本戦出場に導いた。
しかし、その余波でオープン戦には2試合しか出場できず、調整の遅れが生じて開幕から14試合で打率.135・本塁打0・打点2と大きく低迷し、4月14日には早々に登録抹消された。北京オリンピック派遣直前の7月25日に一軍へ昇格したものの成績は振るわず、打率.141のまま北京オリンピックに参加した。
北京オリンピック野球韓国代表として出場したが、シーズンの不調を引きずった形で打率1割台となり、予選最終戦ではスタメンを外されるほどの不振に陥った。しかし、準決勝の日本戦では勝ち越し2点本塁打、決勝のキューバ戦でも先制の決勝本塁打を放ち、韓国野球初の金メダル獲得に貢献した。
オリンピック終了後、8月28日に出場選手登録された。外国人枠（アレックス・ラミレス、マーク・クルーン、セス・グライシンガー＋李の4人でいっぱいの状況で、エイドリアン・バーンサイドの登板予定があった）の関係で9月4日にいったん二軍落ちしたものの、9月14日に一軍昇格してからは復調して最終戦まで5番で起用された。シーズン通じで45試合の出場で打率も2割5分を下回り、本塁打も来日後初めて1桁(8本)に終わった。
阪神との最大13ゲーム差を逆転してのリーグ連覇（メークレジェンド）に貢献し、クライマックスシリーズでは16打数4安打・2本塁打・4打点の活躍を見せた。しかし、日本シリーズでは一転して18打数2安打・12三振の大不振に陥り、チームの日本シリーズ敗退の大きな要因となった。シリーズ12三振はジャック・ハウエルが1992年に記録した16三振に次ぐ記録で、巨人選手としてはチーム新記録であった。12三振のうち5つはこのシリーズで2勝を挙げMVPを獲得した岸孝之から喫したものだった。その後、来日以来最低の成績に終わった今季を「野球人生で最悪の1年だった」と振り返り、翌年に集中するとして第2回WBC韓国代表を辞退することを表明した。
2009年
第2回WBC出場を辞退。体調を整え、オープン戦では打率.302・本塁打8本・17打点と好調を維持したが、開幕と同時に絶不調となり、エドガルド・アルフォンゾとの併用で右投手登板時中心の起用となった。本塁打は出るもチャンスに結果が残せず、一時打率が.300を超えるも、そこから無安打が続いて打率を大幅に落としたほか、一塁守備もミスが目立ったため、一軍と二軍を往復する。最後には腰痛を発症して出場選手登録を抹消されたままシーズンを終えた。77試合で2年ぶり2桁(16)本塁打を放ったものの打率.229と前年よりさらに下回る成績に終わった。しかし、日本シリーズでは好調で適時打や本塁打を放つなどして巨人の優勝に貢献し、更に日韓クラブチャンピオンシップでも活躍して巨人の日韓クラブチャンピオンシップ制覇に貢献した。
2010年
開幕一軍入りを果たしたが、腰痛から復活した高橋由伸が一塁手に起用されるなどしたためスタメン起用は少なく出場56試合、打率.163・本塁打5本・打点11と自己最低の成績に終わった。これについて「渡邉恒雄が巨額の複数年契約に見合う成績を李が残さなかったことを痛烈に批判した」という一部報道もあった。
11月16日、巨人から戦力外通告を受けた。李は「このままでは韓国に帰れない。日本のチームで現役を続けたい」と公言し、日本球界でのプレーを希望した。天地日報（大韓仏教曹渓宗の機関紙）とのインタビューで「私を捨てた読売は後悔するだろう」とコメントした。
この年のはじめにはソウル市の城東区聖水洞にある10階建てのビルを293億ウォンで購入した。

### オリックス時代

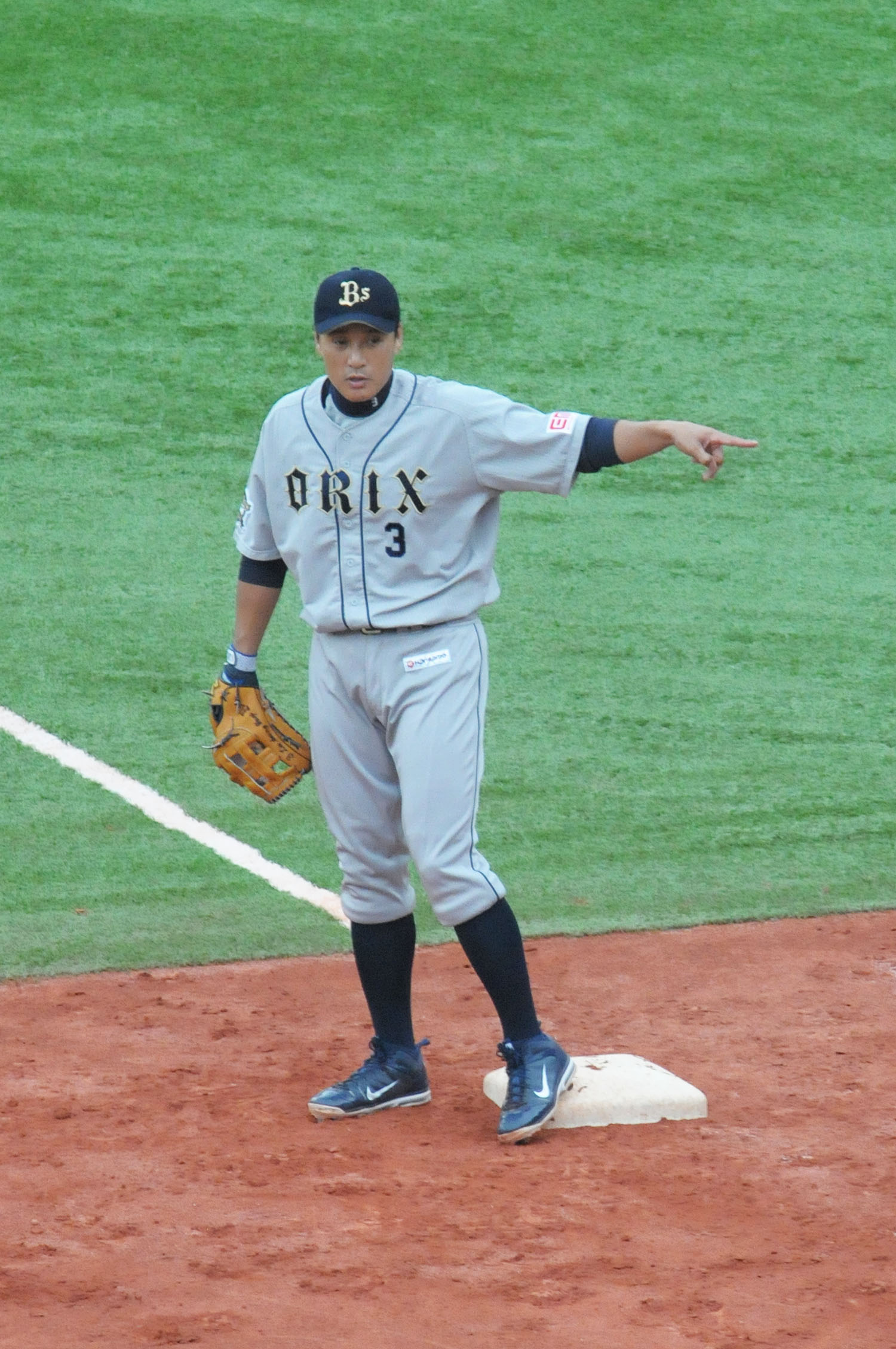
オリックス・バファローズ時代
(2011年8月6日)

2011年
2010年12月2日、年俸1億5000万円プラス出来高払いでオリックス・バファローズに入団が決まった。背番号は3。ユニフォームの背ネームはロッテ、巨人時代の「LEE」とは異なり、「LEE S.Y.」となった。2005年まで在籍していたロッテ以来、6年ぶりのパシフィック・リーグ復帰となった。中軸として期待され、開幕第2戦では移籍後初本塁打となる3ランを京セラドーム大阪の上段席に運ぶ活躍を見せたが、春先から三振が目立つなどの極度の不振に喘ぎ、5月8日に登録抹消。5月22日に再登録され、その日の古巣・巨人戦で4番スタメンで先発出場。7月9日の西武戦では、日本通算150本塁打を記録した。9月16日のロッテ戦(QVCマリンフィールド)では前夜にユニフォームの入った荷物を提出し忘れて試合までにユニフォームが届かなかったため、鴨志田貴司のユニフォームを着て試合出場する珍事があった。この年は主に6番でスタメン起用されたが、成績は伸び悩み、打撃成績は122試合で打率.201、15本塁打、51打点にとどまった。得点圏打率は.265を記録し、8月14日の西武戦では10回裏に牧田和久から自身5年ぶりのサヨナラ2ラン本塁打を放つ等、随所では勝負強さも披露したが、クライマックスシリーズ出場をかけた最終戦で3三振、最終回には最後の打者として一ゴロを喫し、チームは3年ぶりのCS進出を5糸差で逃した。外国人の主軸としてCS出場を逃した責任に加え、家庭の事情や自身の不振などもあり、2年契約を打ち切って、この年限りで退団することになった。記者会見では今季の不振を再三詫びると共に「自分が持っている精神力・体・技術、その全てにおいて本当の力を発揮することができなかったことが残念」と8年間を回顧、最後には日本のファンへの感謝を述べた。

### 第二次サムスン時代

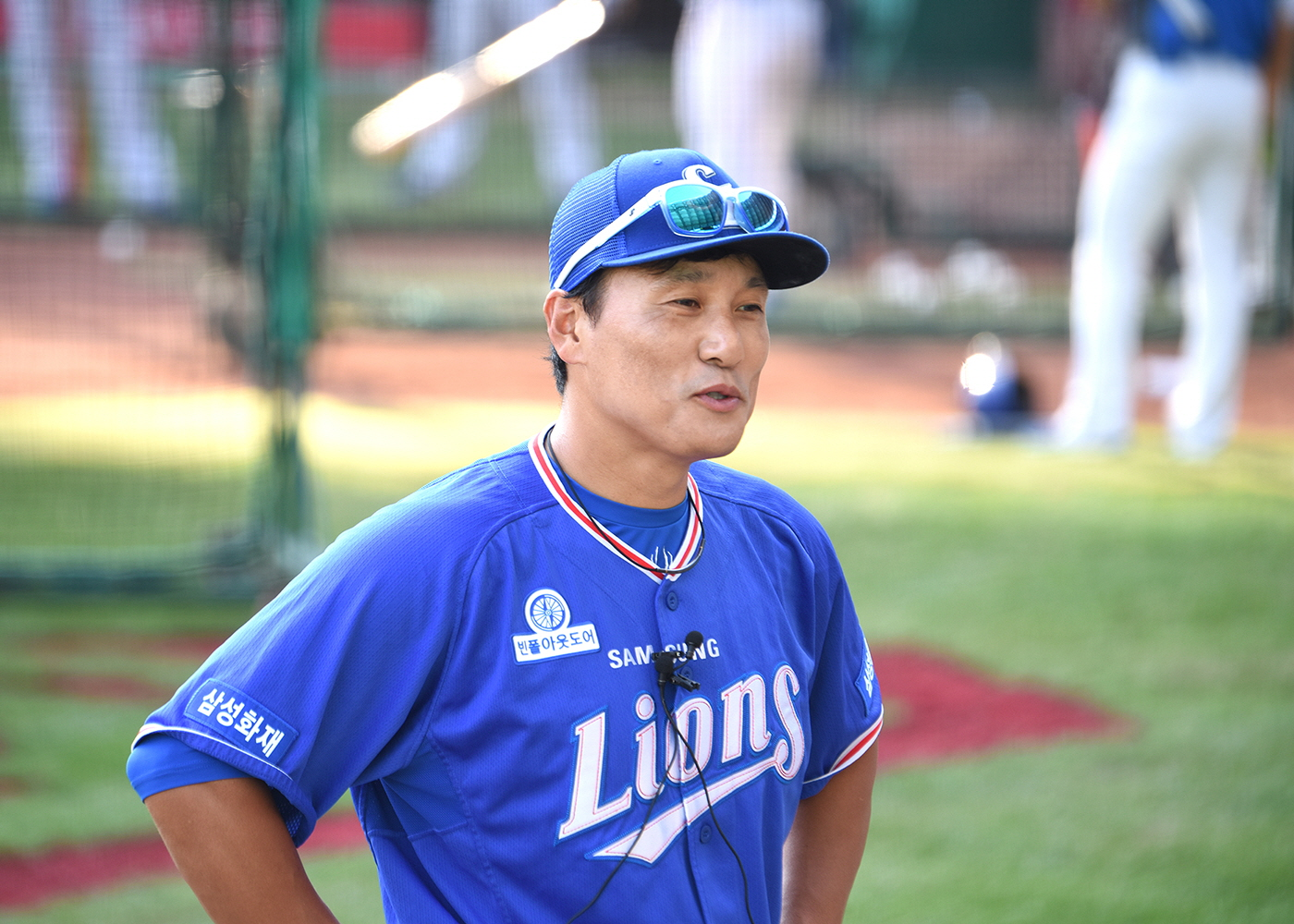
2017年の李承燁

2012年
2011年12月5日、古巣のサムスン・ライオンズと契約期間1年、契約金3億ウォン、年俸8億ウォンで契約した。背番号は欠番だった36を再び着用する。シーズン56本塁打を記録した2003年以来、9年ぶりの韓国プロ野球、サムスン復帰となった。
4月7日、本拠地・大邱市民運動場野球場での開幕戦に3番指名打者で先発出場。4月15日のネクセン・ヒーローズ戦で、サムスン復帰後の初本塁打を記録した。5月8日のロッテ・ジャイアンツ戦で韓日通算2000本安打を、更に7月29日のネクセン戦で韓日通算500本塁打を達成した。同年は3割21本塁打を記録し、韓国シリーズでは最優秀選手に選ばれる活躍を見せ、サムスンの優勝に貢献した。
2013年
第3回WBC韓国代表に選ばれ、北京オリンピック大会以来およそ4年半ぶりに代表復帰した。1戦目では代打だったが、2戦目と3戦目では3番でスタメン出場して3試合で計10打数4安打と活躍したが、チームは初戦の対オランダ戦の大敗が響いて第1ラウンドで敗退した。
シーズンにおいては、6月15日、NCダイノス戦で梁埈赫の保持する韓国プロ野球通算本塁打数記録に並ぶ351本目の本塁打、6月20日、文鶴野球場でのSKワイバーンズ戦で352本目の本塁打を尹喜相から放って記録を更新したが、前年より成績を下げて終えた。
2014年
長打・巧打において精彩を欠いた前シーズンとはうって変わって、チーム最多の32本塁打（KBO単独4位）、101打点（同5位タイ）を記録し、打率も3割を超えた。当シーズンで38歳を迎えるベテランとしてチームを牽引し、サムスンの韓国シリーズ4連覇に貢献した。
2015年
6月3日、浦項野球場でのロッテ・ジャイアンツ戦で、 具昇旻から韓国プロ野球史上初の個人通算400号本塁打を達成。
2016年
4月2日、大邱サムスン・ライオンズ・パークでの斗山ベアーズ戦で、 柳煕寛から同野球場でサムスン・ライオンズの選手としては初の本塁打を記録。8月24日、SKワイバーンズ戦（大邱）で、 金廣鉉から梁埈赫を抜いて韓国プロ野球新記録となる個人通算1390打点を記録。9月7日、KTウィズ戦（大邱）で、李昌宰から韓国プロ野球では史上8人目となる個人通算2000安打を達成した。9月14日、ハンファ・イーグルス戦で24号本塁打を放ち、日韓通算600本塁打を達成した。
2017年
シーズン前に、今シーズン限りでの引退を宣言。5月21日、ハンファ・イーグルス戦で韓国プロ野球史上初の個人通算450号本塁打を達成した。7月29日のネクセン・ヒーローズ戦ではKBOリーグ初の4000塁打を達成した。10月3日、大邱サムスン・ライオンズ・パークでの引退試合に出場。2打席連続本塁打で自身の持つ韓国プロ野球通算本塁打記録を467に伸ばし、現役生活を終えた。試合後、引退セレモニーを行い、サムスンは背番号36を球団史上3番目の永久欠番に制定した。

### 引退後
2018年1月12日、韓国野球委員会（KBO）によりプロ野球の広報大使に任命された。同年2月9日、平昌オリンピックの開会式に出場し、韓国の国旗である太極旗が入場する際の旗手の1人を務めた。
同年の4月には、奨学財団の発足式を行った。
2020年5月、スポーツ報知が発表したファンが選ぶ巨人の史上最強外国人選手の打者部門で、ウォーレン・クロマティ、アレックス・ラミレス、ケイシー・マギーに次ぐ第4位に選出された。
2019年よりSBSスポーツの野球解説委員としても活動していた。
2022年10月14日、斗山ベアーズの監督に就任しプロ野球の現場に復帰した。契約期間は2023年から2025年までの3年間。
しかし2025年6月2日、シーズン終了後の任期満了を前に、成績不振の責任を取って辞任した。

## 選手としての特徴

### 打撃
大きな弧を描く本塁打を放つ技術を持つ他、ライト方向、レフト方向へと広角に打球を打ち分ける技術を持ち味とする。韓国では本塁打王を5回獲得しており、個人通算467本塁打はKBO史上2位（2024年、崔廷が記録を更新した）。　韓国メディアからは「野球に関しては神の域に到達した」などとすら言われることがあった。
落ちる変化球、特にフォークボールに弱く、オリックス所属時代の2011年に中央日報に「フォークボール恐怖症」「フォークボールはつり球で、待てばほとんどボールになる。しかし李承燁は気が短いためか悪い球に手を出している。スイングを修正しなければ1軍に復帰しても難しい」と報じられた。
日本時代は左投手を苦手としていたが、2006年に限っては対左打率.338を記録して以降は対右打率.280に対して対左打率.285と左右の違いを苦にしなかった。コース別では外角を得意とするが、内角と落ちる球に非常に弱く、不調の時にはストライク判定される球すら腰を引いて逃げてしまうことも多い。

### 走塁
一塁到達まで4.51秒と走塁能力は低い。

### 守備
一塁守備ではホセ・ロペスに更新されるまでセ・リーグの一塁手連続無失策記録（1225）を保持しており失策は少ない。巨人時代の同僚の阿部慎之助は、守備、特にショートバウンドの捕球について「メジャーも含めて世界一じゃないかな?」と答えている。
韓国時代から外野守備の経験はなかった（高校時代は投手、プロ入り後は一塁手）が、ロッテ時代には左翼も守った。
飄々としていて感情を表に出さない選手であり、ベンチで手を組み祈る姿勢を度々見せることもあった。

## 人物
本貫は広州李氏。
日本進出前のニックネームは当時の所属チームがサムスン・ライオンズのため、映画『ライオン・キング』にちなんで「ライオンキング」。
カツ丼が好物で、日本時代はよく食べていた。肉類が好きなため、韓国では「肉王」という渾名で呼ばれたこともあった。
日本語に堪能で、流暢に話す事ができる。北京五輪の日本戦での勝利インタビューでも、日本のメディアに対しては日本語で答えていた。試合中はベンチで他の選手と談笑している事も多く、ズームイン!!サタデー（ズムサタ）のコーナー「プロ野球熱ケツ情報」やビールかけでのインタビューの際にも披露しているが、メディアやヒーローインタビュー等の正式な場を設けたインタビューの際は韓国語のみを使う。公の場で韓国語のみを使用する理由は「外国人選手は通訳を介してコメントする事」という球団の方針も関わっていると思われる。
巨人に移籍後、打席に入る際のBGMは2008年まではジョーン・ジェット&ザ・ブラックハーツの『I Love Rock n'Roll』を使用していたが、2009年はユン・ドヒョンの『ママの歌』になっている。オリックスではDrunken Tigerの『Monster』を使用していた。
「国民的打者」と言われることについては引退試合で「本当に重かった。有名人として生きることは幸せでもあり不幸でもある。『国民的』という修飾語は誰にでもつくものではないが、それがあることで言動や行動に気をつけた。その言葉があったことが、自分を成長させてくれたのだと思う」と述べている。また、日本時代については「日本では2軍で過ごした時間も長く、自分が思い描いたような姿、韓国でプレーしていた時のような爆発力を見せることはできなかった。こうやって23年間プレーできたのは“怠けてはいけない”ということを日本での失敗の中で、学べたからだと思う。（日本での日々は）成功ではないです」と述べている。

## エピソード
慶北高校時代、韓国の4大高校野球全国大会の一つである「青龍旗大会」で優勝投手になっている。投打両方で才能を見せたため、その後プロ入りして投手として育てようとする投手コーチと打者として育てようとする打撃コーチの間で口論を呼んだ。しかし、当時監督だった白仁天は彼の打者としての才能が投手としての才能を上回ると見込んで、打者の道へ進むことを勧告。打者に専念させられ、ホームラン打者としての才能を開花させた過程は、奇しくも憧れだった王貞治と同じである。WBCの際に王貞治と撮ってもらったツーショットの写真を自宅に飾っている。
2007年から代表チームでの背番号を25に変更した。サムスン時代の親しい後輩である裵英洙の背番号で（WBCで25番を付けたのも彼と背番号を交換したため。裵はこの大会で李の背番号だった36をつけていた）、25番は選手として目標としている選手の1人であるバリー・ボンズの番号でもある。韓国時代に36番をつけたのは、打者に定着する時、それまで韓国プロ野球で個人通算および年間最多本塁打を記録していた張鍾勲を超えるという意味 で、彼の背番号である35より一つ大きい36を与えられたからである。なお、サムスン入団当初は高校時代に着けていた27を希望していた。
リュ・シウォンと交流があり、これが縁で2007年の東京ドーム開幕戦でリュ・シウォンは始球式を務めた。
2016年2月下旬より2017年まで、サムスン・ライオンズの本拠地である大邱サムスン・ライオンズ・パークの最寄駅・大公園駅に大邱都市鉄道公社2号線の電車が到着する際の案内放送を担当した。
国際大会では、後輩の兵役免除に何度も貢献しており、自身もシドニーオリンピックでの銅メダル獲得で兵役を免除されている。
「燁」の漢字が常用漢字外のため、日本のメディアでは「李承ヨプ」や、これに加えて括弧書きで「火へんに華」などと表記されることが多かった。オリックスも「火へんに華」を公式ネタにするぐらいであった。

## 詳細情報

### 年度別打撃成績
| 年 度     | 球 団       | 試 合 | 打 席 | 打 数 | 得 点 | 安 打 | 二 塁 打 | 三 塁 打 | 本 塁 打 | 塁 打 | 打 点 | 盗 塁 | 盗 塁 死 | 犠 打 | 犠 飛 | 四 球 | 敬 遠 | 死 球 | 三 振 | 併 殺 打 | 打 率 | 出 塁 率 | 長 打 率 | O P S |
| --------- | ----------- | ----- | ----- | ----- | ----- | ----- | -------- | -------- | -------- | ----- | ----- | ----- | -------- | ----- | ----- | ----- | ----- | ----- | ----- | -------- | ----- | -------- | -------- | ----- |
| 1995      | サムスン    | 121   | 411   | 365   | 55    | 104   | 29       | 1        | 13       | 174   | 73    | 0     | 3        | 2     | 7     | 33    | 1     | 4     | 54    | 4        | .285  | .345     | .477     | .821  |
| 1996      | サムスン    | 122   | 504   | 459   | 57    | 139   | 32       | 6        | 9        | 210   | 76    | 4     | 1        | 1     | 5     | 34    | 4     | 5     | 42    | 10       | .303  | .354     | .458     | .811  |
| 1997      | サムスン    | 126   | 577   | 517   | 96    | 170   | 37       | 3        | 32       | 309   | 114   | 5     | 2        | 1     | 4     | 49    | 4     | 6     | 79    | 10       | .329  | .391     | .598     | .988  |
| 1998      | サムスン    | 126   | 568   | 477   | 100   | 146   | 32       | 2        | 38       | 296   | 102   | 0     | 2        | 1     | 7     | 78    | 10    | 5     | 97    | 4        | .306  | .404     | .621     | 1.024 |
| 1999      | サムスン    | 132   | 614   | 486   | 128   | 157   | 33       | 2        | 54       | 356   | 123   | 10    | 2        | 0     | 4     | 112   | 6     | 12    | 114   | 7        | .323  | .458     | .733     | 1.190 |
| 2000      | サムスン    | 125   | 544   | 454   | 108   | 133   | 33       | 0        | 36       | 274   | 95    | 4     | 5        | 0     | 3     | 80    | 7     | 7     | 113   | 5        | .293  | .404     | .604     | 1.008 |
| 2001      | サムスン    | 127   | 574   | 463   | 101   | 128   | 31       | 2        | 39       | 280   | 95    | 4     | 2        | 1     | 2     | 96    | 11    | 12    | 130   | 6        | .276  | .412     | .605     | 1.017 |
| 2002      | サムスン    | 133   | 617   | 511   | 123   | 165   | 42       | 2        | 47       | 352   | 126   | 1     | 2        | 0     | 2     | 89    | 5     | 15    | 109   | 11       | .323  | .436     | .689     | 1.125 |
| 2003      | サムスン    | 131   | 596   | 479   | 115   | 144   | 23       | 0        | 56       | 335   | 144   | 7     | 0        | 0     | 6     | 101   | 9     | 10    | 89    | 11       | .301  | .428     | .699     | 1.127 |
| 2004      | ロッテ(NPB) | 100   | 382   | 333   | 50    | 80    | 20       | 4        | 14       | 150   | 50    | 1     | 2        | 1     | 3     | 42    | 0     | 3     | 88    | 6        | .240  | .328     | .450     | .779  |
| 2005      | ロッテ(NPB) | 117   | 445   | 408   | 64    | 106   | 25       | 2        | 30       | 225   | 82    | 5     | 4        | 0     | 3     | 33    | 3     | 1     | 79    | 9        | .260  | .315     | .551     | .866  |
| 2006      | 巨人        | 143   | 592   | 524   | 101   | 169   | 30       | 0        | 41       | 322   | 108   | 5     | 1        | 0     | 7     | 56    | 3     | 5     | 126   | 5        | .323  | .389     | .615     | 1.003 |
| 2007      | 巨人        | 137   | 583   | 541   | 84    | 148   | 29       | 2        | 30       | 271   | 74    | 4     | 3        | 2     | 1     | 38    | 0     | 1     | 119   | 8        | .274  | .322     | .501     | .823  |
| 2008      | 巨人        | 45    | 170   | 153   | 21    | 38    | 4        | 0        | 8        | 66    | 27    | 1     | 0        | 0     | 0     | 11    | 0     | 6     | 37    | 3        | .248  | .324     | .431     | .755  |
| 2009      | 巨人        | 77    | 257   | 223   | 33    | 51    | 9        | 0        | 16       | 108   | 36    | 1     | 2        | 0     | 1     | 28    | 4     | 5     | 65    | 1        | .229  | .327     | .484     | .811  |
| 2010      | 巨人        | 56    | 108   | 92    | 13    | 15    | 1        | 0        | 5        | 31    | 11    | 1     | 0        | 1     | 0     | 12    | 0     | 3     | 26    | 0        | .163  | .280     | .337     | .617  |
| 2011      | オリックス  | 122   | 432   | 394   | 28    | 79    | 20       | 0        | 15       | 144   | 51    | 0     | 0        | 0     | 6     | 32    | 1     | 0     | 121   | 8        | .201  | .257     | .365     | .622  |
| 2012      | サムスン    | 126   | 556   | 488   | 84    | 150   | 28       | 2        | 21       | 245   | 85    | 6     | 0        | 1     | 4     | 59    | 4     | 4     | 101   | 10       | .307  | .384     | .502     | .886  |
| 2013      | サムスン    | 111   | 483   | 443   | 62    | 112   | 24       | 0        | 13       | 175   | 69    | 3     | 1        | 0     | 8     | 30    | 2     | 2     | 94    | 8        | .253  | .298     | .395     | .693  |
| 2014      | サムスン    | 127   | 548   | 506   | 83    | 156   | 30       | 0        | 32       | 282   | 101   | 5     | 1        | 0     | 2     | 40    | 3     | 0     | 77    | 10       | .308  | .358     | .557     | .915  |
| 2015      | サムスン    | 122   | 522   | 470   | 87    | 156   | 28       | 1        | 26       | 264   | 90    | 2     | 1        | 0     | 6     | 40    | 2     | 6     | 71    | 10       | .332  | .387     | .562     | .949  |
| 2016      | サムスン    | 142   | 623   | 542   | 91    | 164   | 32       | 2        | 27       | 281   | 118   | 5     | 2        | 0     | 8     | 65    | 1     | 8     | 89    | 7        | .303  | .380     | .518     | .899  |
| 2017      | サムスン    | 135   | 533   | 472   | 65    | 132   | 30       | 5        | 24       | 244   | 87    | 1     | 1        | 0     | 8     | 47    | 6     | 6     | 85    | 7        | .280  | .347     | .517     | .864  |
| KBO：15年 | KBO：15年   | 1906  | 8270  | 7132  | 1355  | 2156  | 464      | 28       | 467      | 4077  | 1498  | 57    | 25       | 7     | 76    | 953   | 75    | 102   | 1344  | 120      | .302  | .389     | .572     | .960  |
| NPB：8年  | NPB：8年    | 797   | 2969  | 2668  | 394   | 686   | 138      | 8        | 159      | 1317  | 439   | 18    | 12       | 4     | 21    | 252   | 11    | 24    | 661   | 40       | .257  | .324     | .494     | .818  |

- 各年度の太字はリーグ最高、赤太字はKBOにおける歴代最高。

### タイトル
KBO
- 本塁打王：5回 （1997年、1999年、2001-2003年）
- 打点王：4回 （1997年、1999年、2002-2003年）
- 最多安打：1回 （1997年）

### 表彰
KBO
- MVP：5回 （1997年、1999年、2001年 - 2003年）
- ゴールデングラブ賞：8回 （1997年 - 2003年、2012年）
- 韓国シリーズMVP：1回 （2012年）

NPB
- 日本シリーズ優秀選手賞：1回 （2005年）
- 月間MVP：1回 （2006年6月）
- 東京ドームMVP：1回 （2006年）
- オールスターゲーム優秀選手賞：1回 （2005年第2戦）

WBC
- 第1回WBCベストナイン 一塁手部門（2006年）

### 記録
KBO

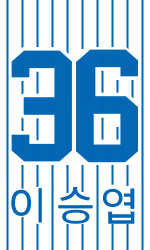
サムスン・ライオンズの永久欠番である李承燁の背番号36

- サムスン・ライオンズ永久欠番（背番号36。2017年引退の際に制定）

NPB初記録
- 初出場・初先発出場：2004年3月27日、対西武ライオンズ1回戦（西武ドーム）、4番・指名打者として先発出場
- 初打席・初安打・初打点：同上、1回表に松坂大輔から右越先制適時二塁打
- 初本塁打：2004年4月4日、対福岡ダイエーホークス3回戦（千葉マリンスタジアム）、4回裏に新垣渚から右越2ラン
- 初盗塁：2004年5月5日、対オリックス・ブルーウェーブ8回戦（Yahoo!BBスタジアム）、2回表に二盗（投手：川越英隆、捕手：日高剛）

NPB節目の記録
- 100本塁打：2007年7月1日、対広島東洋カープ9回戦（広島市民球場）、2回表に青木高広から右越2ラン　※史上250人目
- 150本塁打：2011年7月9日、対埼玉西武ライオンズ8回戦（西武ドーム）、6回表に涌井秀章から右越ソロ　※史上155人目

NPBその他の記録
- オールスターゲーム出場：2回 （2005年、2006年。いずれも監督推薦）

### 背番号
- 36 （1995年 - 2005年、2012年 - 2017年）
  - 27 （2003年アテネ五輪予選）
- 33 （2006年）
- 25 （2006年WBC、2007年 - 2010年）
- 3 （2011年）
- 77 （2023年 - 2025年途中）